# Procladius fimbriatus
Procladius fimbriatus är en tvåvingeart som beskrevs av Wulker 1959. Procladius fimbriatus ingår i släktet Procladius och familjen fjädermyggor. Enligt den finländska rödlistan är arten otillräckligt studerad i Finland. Arten har ej påträffats i Sverige. Artens livsmiljö är sjöar. Inga underarter finns listade i Catalogue of Life.